# キリンカップサッカー2005
キリンカップサッカー2005は、第26回目のキリンカップサッカーである。2005年（平成17年）5月22日から5月27日にかけて開催され、日本、ペルー、アラブ首長国連邦が参加した。

## 結果
| 2005年5月22日 13:25 |

| 日本 | 0 - 1    | ペルー          |
|      | レポート | バサージョ 94分 |

| ビッグスワン（新潟） 観客数: 39,856人 主審: リュボシュ・ミヘリュ |

| 2005年5月24日 |

| ペルー | 0 - 0 | アラブ首長国連邦 |
|        |       |                  |

| 豊田スタジアム（豊田） 観客数: 6,536人 |

| 2005年5月27日 19:23 |

| 日本 | 0 - 1    | アラブ首長国連邦 |
|      | レポート | アロ・アリ 69分  |

| 国立霞ヶ丘競技場（東京） 観客数: 53,123人 主審: リュボシュ・ミヘリュ |

## 順位
| 順 | チーム           | 試 | 勝 | 分 | 敗 | 得 | 失 | 差 | 点 |
| -- | ---------------- | -- | -- | -- | -- | -- | -- | -- | -- |
| 1  | ペルー           | 2  | 1  | 1  | 0  | 1  | 0  | +1 | 4  |
| 1  | アラブ首長国連邦 | 2  | 1  | 1  | 0  | 1  | 0  | +1 | 4  |
| 3  | 日本             | 2  | 0  | 0  | 2  | 0  | 2  | −2 | 0  |

## 優勝チーム
| キリンカップサッカー2005優勝 |
| ---------------------------- |
| · ペルー · 2回目             |

| キリンカップサッカー2005優勝 |
| ---------------------------- |
| · アラブ首長国連邦 · 初優勝  |

特記事項
アラブ首長国連邦はイスラム圏の国であったため、「禁酒」の宗教戒律により大会冠スポンサーの麒麟麦酒からは副賞が提供されず、キリンビバレッジからスポーツドリンク「アミノサプリ」1年分が提供されただけであった。キリングループの協賛が続く限りにおいて今後もイスラム圏の国が優勝した場合は同様の対応が取られるが、2013年の時点ではまだ新たな事例がない。